# Адміністративний устрій Миколаївського району (Львівська область)
Адміністративний устрій Миколаївського району — адміністративно-територіальний устрій Миколаївського району Львівської області на 1 сільську громаду, 1 міську раду, 1 селищну раду та 16 сільських рад, які об'єднують 108 населених пунктів і підпорядковані Миколаївській районній раді. Адміністративний центр — місто Миколаїв, яке є містом обласного значення та не входить до складу району.

## Список ОТГ Миколаївського району
- Розвадівська сільська громада
- Тростянецька сільська громада

## Список радМиколаївського району
| №  | Назва                            | Центр                 | Населені пункти                                                 | Площа км² | Місце за площею | Населення (2001), осіб. | Місце за населенням |
| -- | -------------------------------- | --------------------- | --------------------------------------------------------------- | --------- | --------------- | ----------------------- | ------------------- |
| 1  | Миколаївська міська рада         | м. Миколаїв           | м. Миколаїв                                                     |           |                 |                         |                     |
| 2  | Роздільська селищна рада         | смт Розділ            | смт Розділ                                                      |           |                 |                         |                     |
| 3  | Берездовецька сільська рада      | с. Берездівці         | с. Берездівці с. Гранки-Кути                                    |           |                 |                         |                     |
| 4  | Березинська сільська рада        | с. Березина           | с. Березина                                                     |           |                 |                         |                     |
| 5  | Більченська сільська рада        | с. Більче             | с. Більче с. Болоня                                             |           |                 |                         |                     |
| 6  | Великогорожанська сільська рада  | с. Велика Горожанна   | с. Велика Горожанна с. Підлісся с. Трудове                      |           |                 |                         |                     |
| 7  | Гірська сільська рада            | с. Гірське            | с. Гірське с. Липиці                                            |           |                 |                         |                     |
| 8  | Гонятичівська сільська рада      | с. Гонятичі           | с. Гонятичі с. Вербіж с. Кагуїв с. Павуки с. Ричагів            |           |                 |                         |                     |
| 9  | Горішненська сільська рада       | с. Горішнє            | с. Горішнє с. Долішнє                                           |           |                 |                         |                     |
| 10 | Держівська сільська рада         | с. Держів             | с. Держів с. Острів                                             |           |                 |                         |                     |
| 11 | Дроговизька сільська рада        | с. Дроговиж           | с. Дроговиж с. Устя                                             |           |                 |                         |                     |
| 12 | Київецька сільська рада          | с. Київець            | с. Київець                                                      |           |                 |                         |                     |
| 13 | Колодрубівська сільська рада     | с. Колодруби          | с. Колодруби с. Повергів                                        |           |                 |                         |                     |
| 14 | Криницька сільська рада          | с. Криниця            | с. Криниця                                                      |           |                 |                         |                     |
| 15 | Новосілко-Опарська сільська рада | с. Новосілки-Опарські | с. Новосілки-Опарські с. Листв'яний с. Мала Горожанна с. Сайків |           |                 |                         |                     |
| 16 | Раделицька сільська рада         | с. Раделичі           | с. Раделичі                                                     |           |                 |                         |                     |
| 17 | Рудниківська сільська рада       | с. Рудники            | с. Рудники                                                      |           |                 |                         |                     |
| 18 | Станковецька сільська рада       | с. Станківці          | с. Станківці с. Підгірці с. Тужанівці                           |           |                 |                         |                     |

* Примітки: м. — місто, смт — селище міського типу, с. — село, с-ще — селище